# 403
403（四百三、よんひゃくさん）は自然数、また整数において、402 の次で 404 の前の数である。

## 性質
- 403 は合成数であり、約数は 1, 13, 31, 403 である。
  - 約数の和は448。
- 127番目の半素数である。1つ前は398、次は407。
- 13番目の七角数である。1つ前は342、次は469。
- 約数の和が 403 になる数は2個ある。(144, 225) 約数の和2個で表せる32番目の数である。1つ前は399、次は408。
  - 約数の和が奇数になる24番目の奇数である。1つ前は399、次は465。
- 各位の和が7になる27番目の数である。1つ前は340、次は412。
- 各位の平方和が平方数になる42番目の数である。1つ前は400、次は418。(オンライン整数列大辞典の数列 A175396)
- 403 = 32 + 132 + 152
  - 3つの平方数の和1通りで表せる96番目の数である。1つ前は397、次は416。(オンライン整数列大辞典の数列 A025321)
  - 異なる3つの平方数の和1通りで表せる104番目の数である。1つ前は397、次は416。(オンライン整数列大辞典の数列 A025339)
- 403 = 222 − 81
  - n = 22 のときの n2 − 81 の値とみたとき1つ前は360、次は448。
- 403＝13×31。
  - 2つの数の積で表したとき、回文数でない数とその数を逆に並べた数との積で表せる（ただし逆に並べたとき先頭が0になる数も除く）2番目の数。1つ前は252、次は574。

(オンライン整数列大辞典の数列 A098850)

## その他 403 に関連すること
- 西暦403年
- HTTP 403 - サーバーがアクセスを禁止している場合に返されるHTTPステータスコード。
- プジョー・403
- 国鉄403系電車
- 403 (バンド)